# Lancer du javelot masculin aux Jeux olympiques d'été de 1932
Pour un article plus général, voir Athlétisme aux Jeux olympiques d'été de 1932.
Navigation
Amsterdam 1928 Berlin 1936
L'épreuve du lancer du javelot masculin aux Jeux olympiques de 1932 s'est déroulée le 4 août 1932 au Los Angeles Memorial Coliseum de Los Angeles, aux États-Unis. Elle est remportée par le Finlandais Matti Järvinen.

## Résultats
| Rang               | Athlète           | Pays       | Marque | Notes |
| ------------------ | ----------------- | ---------- | ------ | ----- |
| Médaille d'or      | Matti Järvinen    | Finlande   | 72.71  | OR    |
| Médaille d'argent  | Matti Sippala     | Finlande   | 69.80  |       |
| Médaille de bronze | Eino Penttilä     | Finlande   | 68.70  |       |
| 4                  | Gottfried Weimann | Allemagne  | 68.18  |       |
| 5                  | Lee Bartlett      | États-Unis | 64.46  |       |
| 6                  | Kenneth Churchill | États-Unis | 63.24  |       |
| 7                  | Malcolm Metcalf   | États-Unis | 61.89  |       |
| 8                  | Kosaku Sumiyoshi  | Japon      | 61.14  |       |
| 9                  | Olav Sunde        | Norvège    | 60.81  |       |
| 10                 | Saburo Nagao      | Japon      | 59.83  |       |
| 11                 | Heitor Medina     | Brésil     | 58.00  |       |
| 12                 | Adolfo Clouthier  | Mexique    | 46.38  |       |
| 13                 | Miguel Camberos   | Mexique    | 41.71  |       |